# Talweg (TWV)
Der Talweg ist ein 50 Kilometer langer Fernwanderweg, der die ostwestfälischen Städte Werther (Westf.) im Kreis Gütersloh und Bad Oeynhausen im Kreis Minden-Lübbecke verbindet.

## Name
Seinen Namen bekam der Talweg aufgrund seines Verlaufs durch die Talauen von Warmenau, Else und Werre. 

## Verlauf

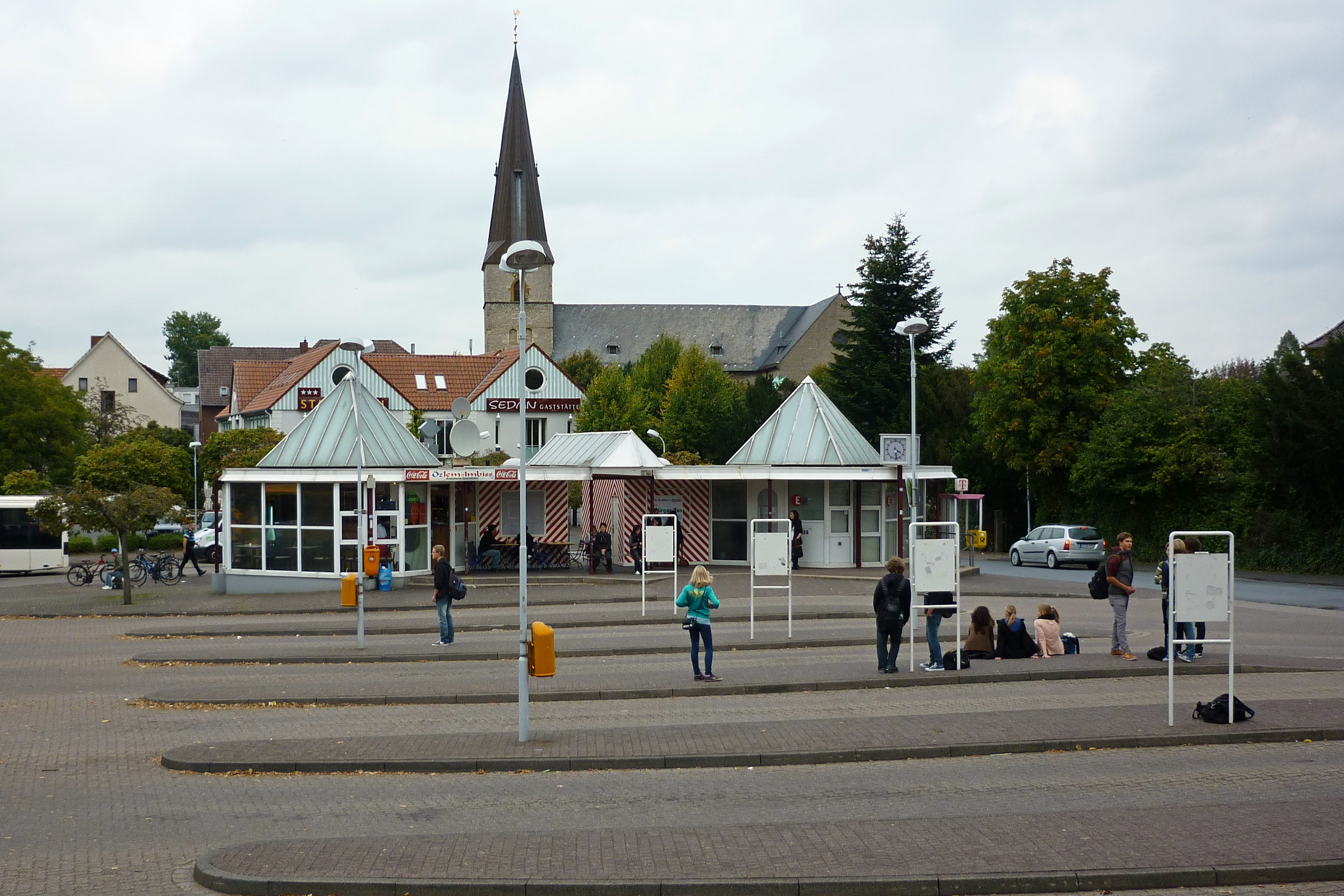
Start: ZOB in Werther (Westf.)

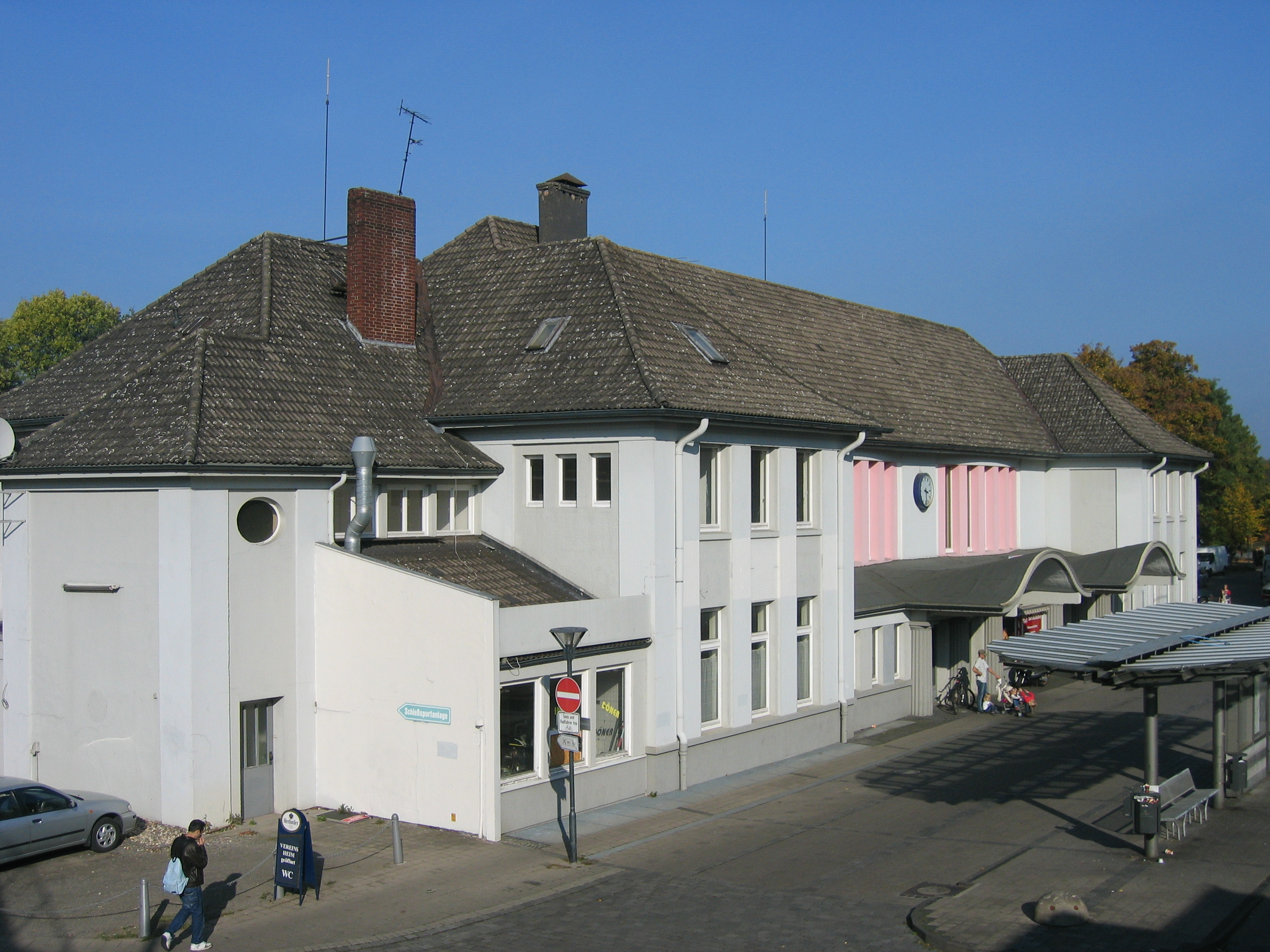
Ziel: Bahnhof Bad Oeynhausen

Am Zentralen Omnibusbahnhof (ZOB) in Werther beginnend verläuft der Talweg über Schloss Königsbrück (), Sankt Annen (), Spenge (), das Hücker Moor (), Bünde (), Kirchlengern () und Obernbeck nach Löhne (), quert zweimal die Bundesautobahn 30 und führt dann zum Ziel, dem Nordbahnhof in Bad Oeynhausen.
Den Wanderer führt der Weg aus dem Ravensberger Hügelland am Nordrand des Teutoburger Waldes durch das Osnabrücker Land an die Südseite des Wiehengebirges. Unterwegs hat er 168 Höhenmeter hinauf und 238 Höhenmeter bergab zu bewältigen. Der tiefste Punkt des Weges ist an der Werrebrücke in Bad Oeynhausen (48 m ü. NHN) erreicht, der höchste Punkt liegt nach dem Werther Ortsausgang auf 137 m ü. NHN.

### Kennzeichnung
Der Talweg ist mit der Wegzeichen-Markierung  X 
und – soweit zweckmäßig – mit der Wegnummer „8“ (
 X8  ) gekennzeichnet.
Betreut wird der Talweg durch die Mitglieder des Teutoburger-Wald-Vereins.

### Übergänge
- In Werther kreuzt  der Schau-ins-Land-Weg (  X25  ) (Bielefeld → Bevergern, 97 Kilometer). Unweit vom Start-/Endpunkt in Werther verläuft der der Hermannsweg (  H  ) (Rheine → Leopoldstal, 156 Kilometer).
- In Melle-Neuenkirchen kreuzt der Sachsenweg (  S  ) (Burg Ravensberg (Borgholzhausen) → Burg Limberg (Preußisch Oldendorf), 45 Kilometer)
- In Bad Oeynhausen kreuzen der Dingelstedtpfad (  X5  ) (Bad Oeynhausen → Polle) und der Jakobsweg Minden-Soest ().

## Sehenswürdigkeiten (Auswahl)
- Schloss Königsbrück in Melle
- St. Anna-Kirche in Schiplage mit in den 1980er Jahren freigelegten Fresken aus den Jahren 1505/06
- Hücker Moor, kleiner Moorsee in Hücker-Aschen
- Evang.-luth. Kirche St. Martin in Spenge mit dem um 1470 entstandenen Martinsaltar
- Deutsches Märchen- und Wesersagenmuseum und Kurpark in Bad Oeynhausen